# Yokohama Excellence
Lo Yokohama Excellence (横浜エクセレンス) è una società cestistica avente sede a Yokohama, in Giappone. Fondata nel 2012, gioca in B.League.

## Storia
Lo Yokohama Excellence, in passato nota come Tokyo Excellence è una squadra di pallacanestro giapponese fondata a Tokyo nel 2012, prima dello spostamento della sede a Yokohama avvenuto nel 2021. Ha partecipato nella National Basketball Development League dal 2013 al 2016. Attualmente gioca in B2 League, la seconda serie del campionato giapponese di pallacanestro.

## Palmarès
- B3 League: 2

2018-19, 2024-25
- National Basketball Development League: 3

2013-14, 2014-15, 2015-16